# Duka család
A kádári nemes és báró Duka család egy magyar család, amely a 18. század végén kapta nemességét.

## Története
Az eredetileg Szerém vármegyében elő Duka családból először Mihály eszéki kereskedő nevével találkozunk, amikor 1792. július 26-án testvérével, Miklóssal együtt nemesi címerlevelet kapott II. Lipót királytól. A címerlevél vonatkozott Mihály feleségére, gyermekeire, valamint testvérének feleségére és azok gyermekeire is. A család bárói címét Péter táborszernagy és Illés altábornagy, valamint néhai testvérük fiai kapták 1816. július 17-én, majd pár nappal később kádári előnevüket is megkapták. Bárói címükkel együtt a család a Főrendiház örökös jogú tagja is lett. Péter bárót katonai működése alatt folyamatosan léptették elő a táborszernagyi rangig, ezen kívül Temesvár várparancsnoka és főszállásmester is volt, később még a Katonai Mária Terézia-rend lovagkeresztjével és a Lipót-rend nagykeresztjével is kitüntették. A család tagjainak nagy része kitűnő katona és köztisztviselő volt.